# Acronicta esulae
Acronicta esulae là một loài bướm đêm trong họ Noctuidae.